# Керрия
Ке́ррия (лат. Kerria) — листопадный восточноазиатский кустарник из семейства Розоцветных.
Название дано растению в честь Уильяма Керра, первого садовника Королевского ботанического сада на Цейлоне и коллекционера растений.
В роду только один вид — керрия японская, у которого есть несколько разновидностей и сортов. Название «Пасхальная роза» дано кустарнику за время цветения и форму цветков, напоминающих небольшие розочки.

## Ботаническое описание
Листопадный кустарник до 1—3 м высотой, с вверх направленными или слегка отклонёнными стеблями, часто карабкающимися по окружающей растительности или камням. В дикой природе растет в зарослях на горных склонах. Листья очередные, простые, 3—10 см длиной и 1,5—5 см шириной, с двоякозубчатым краем. Цветки равномерно расположены вдоль верхушек молодых побегов или в пазухах прошлогодних побегов, с пятью продолговатыми или почти округлыми золотисто-желтыми коротконоготковыми лепестками, 3—4,5 см в диаметре; тычинки многочисленные, вдвое короче лепестков; чашелистики цельно-крайние. Плод представляет собой сухую односемянную семянку.

## Распространение и экология
В естественных условия керрия японская произрастает в лесах и гористых местностях юго-западного Китая, в Корее и Японии.
Как заносное встречается на юго-западе Канады, в западных штатах США, в Великобритании, Бельгии, Албании, Болгарии, Узбекистане, в Восточных Гималаях.